# 関ジャニ∞ 47都道府県ツアー UPDATE
『関ジャニ∞ 47都道府県ツアー UPDATE』（かんジャニエイト よんじゅうななとどうふけんツアー アップデート）は、関ジャニ∞の全国ライブツアー。2019年11月6日に大阪・大阪松竹座にて開幕し、2020年4月29日の沖縄公演まで全国47都道府県を巡る予定だったが、新型コロナウイルス「COVID-19」の感染拡大の影響により、同年3月11日以降の公演は全て中止となった。

## 概要
2007年に開催された『全国47都道府県 完全制覇!! 関ジャニ∞ えっ!ホンマ!?ビックリ!!TOUR 2007』以来、約12年振り2回目の47都道府県ツアーである。
発表当初のツアータイトルは『関ジャニ∞ 47都道府県ツアー Upd8』だったが、後に現在のタイトルへと変更された。変更の明確な理由は不明。
本ツアーは例年のライブツアーと比べ、開催会場のキャパシティが大幅に縮小され、ツアー全体を通して1000人前後の収容人数となっており、最小の収容人数の会場は1月12日の高知県・須崎市民文化会館の964人となる。更に、メンバーの多忙により、1日2県での公演11日を含む計36日間で47公演と言う超過密スケジュールとなった。
2019年10月12日に開催予定であった自身が主催する音楽フェスティバル『関ジャムFES』が開催中止となったため、本ライブが5人体制での初ライブとなった。
本ツアーでは、会場の広さや1日に2県を跨ぐ公演がある等、楽器の搬入の都合上、セットリストをバンドを取り入れた「バンドバージョン」と、バンドを取り入れずにダンス曲をメインにした「ダンスバージョン」の大まかに2形態に分けている。バンドスタイルを取り入れないワンマンライブを行うのは自身初である。
本ツアーの後述の理由による中止公演に関しては、「2021年以降の開催に向けて調整を続ける」としている。

### 会場販売
自身の43rdシングル『友よ』（2019年11月27日発売）の「47ツアーオフィシャル"BOY"Tシャツ付き盤」に本ツアーのライブTシャツが付属していた為、同シングル発売前の本ツアーのライブ会場にて、同形態と同内容の「47ツアーオフィシャル"BOY"Tシャツ フライングゲット盤」を発売した。対象会場は以下の4会場。
- 11月6日
  - 大阪松竹座（大阪府）
- 11月17日
  - 西都市民会館（宮崎県）
- 11月20日
  - 荒尾総合文化センター（熊本県）
  - 大牟田文化会館（福岡県）

本ツアーのライブ会場のCD・DVD・Blu-ray販売ブースにて、前述のシングル『友よ』の購入者を対象に各会場毎に絵柄が異なる「会場限定 ご当地“BOY”缶バッジ」が配布された。

## ツアーの経緯
- 2019年9月5日、本ツアーの開催を発表[11]。
- 同年11月1日、本ツアーの連動企画として、『関ジャニ∞TV』『47diary』『47TOUR MC Report』がスタートした[12]。詳細は本項「#連動企画」を参照。
- 同年11月6日、大阪・大阪松竹座にてツアー開幕[2]。同会場は、自身がデビュー前の2002年に1000人程のキャパシティで空席が目立つ状態のステージを経験した会場であり、「原点」と呼べる場所である[2]。
- 同年11月29日、テレビ朝日系『ミュージックステーション』に関ジャニ∞が出演[13]。本ツアーの大分・宇佐文化会館ウサノピア公演終了後に大分県の海地獄から生出演した[14]。同出演に向けたティザー映像「Where is KANJANI∞?」が同月22日に自身の公式サイトにて公開された[15]。
- 2020年2月11日、本ツアーの和歌山公演のライブ会場である和歌山県民文化会館から兵庫公演のライブ会場である西宮市民会館への移動手段としてヘリコプターを使用し移動した[16]。ヘリコプターを使用してのライブ会場の移動は自身初である。この様子は、同年2月19日、自身の冠番組である関西テレビ『関ジャニ∞のジャニ勉』にて放送された[16]。
- 同年2月14日、後述の公演中止に伴い、2021年8月現在、本ツアー最後の公演である徳島・鳴門市文化会館公演が開催された。
- 同年3月7日・17日・27日・4月3日・8月28日、新型コロナウイルス「COVID-19」の感染拡大の影響による本ツアーの延期・中止を発表[1]。詳細は後述。
- 同年3月14日・21日、自身の冠番組であるフジテレビ系『関ジャニ∞クロニクル』にて、本ツアーの奈良・なら100年会館公演前に、ライブ会場のある奈良県で行った緊急特別企画「せっ勝ちグルメ in 奈良」が放送された[17][18]。
- 同年8月19日、自身の44thシングル『Re:LIVE』期間限定盤A・Bの特典映像として、Aには本ツアーのメイキングを含めたドキュメンタリー映像を、Bには本ツアーのライブ映像を2本分収録[19]。ライブ映像の詳細については、本項「#セットリスト」または「Re:LIVE#期間限定盤B」を参照。
- 同年9月22日、自身の楽曲「歓喜の舞台」のミュージック・ビデオが公開された[20]。同映像は、後述の新型コロナウイルスの影響によって中止となる前の本ツアーの大阪公演から徳島公演までの全20公演の映像を元に制作された[21]。

### ツアーの延期・中止
- 2020年3月7日、新型コロナウイルス「COVID-19」の感染拡大の影響により、本ツアーの同年3月11日に開催予定だった島根・島根県民会館公演と鳥取・米子市公会堂公演をそれぞれ同年4月22日に、翌12日に開催予定だった茨城・結城市民センターアクロス公演を同年4月23日に延期する事を発表[22]。
- 同年3月17日、同ウイルスの影響により、3月22日に開催予定だった愛知公演以降の3月に開催予定だった全公演の中止を発表[23]。
- 同年3月27日、同ウイルスの影響により、4月12日に開催予定だった岩手公演までの4月に開催予定だった全公演の中止を発表[24]。
- 同年4月3日には前述の延期公演を含む残り公演全てが中止となった[25]。
- 同年8月28日、振替公演の開催に向けての調整を行っていたが、最終的に本ツアーの全公演の中止を発表[1]。「2021年以降の開催に向けて調整を続ける」とした[1]。

## 公演日程
| 年     | 月   | 日   | 開演時間 | 会場                                        |
| ------ | ---- | ---- | -------- | ------------------------------------------- |
| 2019年 | 11月 | 6日  | 18:00    | 大阪松竹座（大阪府）                        |
| 2019年 | 11月 | 17日 | 16:00    | 西都市民会館（宮崎県）                      |
| 2019年 | 11月 | 20日 | 13:00    | 荒尾総合文化センター 大ホール（熊本県）     |
| 2019年 | 11月 | 20日 | 18:00    | 大牟田文化会館 大ホール（福岡県）           |
| 2019年 | 11月 | 29日 | 18:00    | 宇佐文化会館・ウサノピア 大ホール（大分県） |
| 2019年 | 11月 | 30日 | 18:00    | 島原文化会館大ホール（長崎県）              |
| 2019年 | 12月 | 13日 | 18:00    | 岡山市民会館（岡山県）                      |
| 2019年 | 12月 | 14日 | 17:00    | 上野学園ホール（広島県）                    |
| 2020年 | 1月  | 11日 | 17:00    | 西予市宇和文化会館 大ホール（愛媛県）       |
| 2020年 | 1月  | 12日 | 15:00    | 須崎市立市民文化会館（高知県）              |
| 2020年 | 1月  | 16日 | 18:00    | 習志野文化ホール（千葉県）                  |
| 2020年 | 1月  | 30日 | 18:30    | 東京エレクトロン韮崎文化ホール（山梨県）    |
| 2020年 | 2月  | 7日  | 13:00    | 滋賀県立芸術劇場 びわ湖ホール（滋賀県）     |
| 2020年 | 2月  | 7日  | 18:00    | 宇治市文化センター 大ホール（京都府）       |
| 2020年 | 2月  | 10日 | 18:00    | なら100年会館 大ホール（奈良県）            |
| 2020年 | 2月  | 11日 | 13:00    | 和歌山県民文化会館 大ホール（和歌山県）     |
| 2020年 | 2月  | 11日 | 18:00    | 西宮市民会館（兵庫県）                      |
| 2020年 | 2月  | 12日 | 18:00    | 周南市文化会館（山口県）                    |
| 2020年 | 2月  | 14日 | 13:00    | レクザムホール（香川県）                    |
| 2020年 | 2月  | 14日 | 18:00    | 鳴門市文化会館（徳島県）                    |

| 年     | 月  | 日   | 開演時間 | 会場                                                     |
| ------ | --- | ---- | -------- | -------------------------------------------------------- |
| 2020年 | 3月 | 11日 | 13:00    | 島根県民会館 大ホール（島根県）                          |
| 2020年 | 3月 | 11日 | 18:00    | 米子市公会堂（鳥取県）                                   |
| 2020年 | 3月 | 12日 | 18:30    | 結城市民文化センターアクロス 大ホール（茨城県）          |
| 2020年 | 3月 | 22日 | 17:00    | 一宮市民会館（愛知県）                                   |
| 2020年 | 3月 | 23日 | 13:00    | 岐阜市民会館（岐阜県）                                   |
| 2020年 | 3月 | 23日 | 18:00    | NTNシティホール 大ホール（三重県）                       |
| 2020年 | 3月 | 24日 | 13:00    | 上越文化会館（新潟県）                                   |
| 2020年 | 3月 | 24日 | 18:30    | 高周波文化ホール 大ホール（富山県）                      |
| 2020年 | 3月 | 25日 | 13:00    | フェニックス・プラザ 大ホール（福井県）                  |
| 2020年 | 3月 | 25日 | 18:00    | 本多の森ホール（石川県）                                 |
| 2020年 | 3月 | 27日 | 18:00    | サントミューゼ（長野県）                                 |
| 2020年 | 3月 | 29日 | 16:00    | 薩摩川内市川内文化ホール（鹿児島県）                     |
| 2020年 | 4月 | 3日  | 18:00    | 鳥栖市民文化会館 大ホール（佐賀県）                      |
| 2020年 | 4月 | 4日  | 17:00    | サンシティホール 大ホール（埼玉県）                      |
| 2020年 | 4月 | 7日  | 13:00    | 富士市文化会館ロゼシアター 大ホール（静岡県）            |
| 2020年 | 4月 | 7日  | 18:00    | 小田原市民会館 大ホール（神奈川県）                      |
| 2020年 | 4月 | 9日  | 18:00    | オリンパスホール八王子（東京都）                         |
| 2020年 | 4月 | 10日 | 13:00    | 足利市民会館 大ホール（栃木県）                          |
| 2020年 | 4月 | 10日 | 18:00    | 太田市民会館（群馬県）                                   |
| 2020年 | 4月 | 11日 | 17:00    | シェルターなんようホール 大ホール（山形県）              |
| 2020年 | 4月 | 12日 | 16:00    | 北上市文化交流センター さくらホール 大ホール（岩手県）   |
| 2020年 | 4月 | 17日 | 18:00    | 秋田市文化会館 大ホール（秋田県）                        |
| 2020年 | 4月 | 20日 | 13:00    | 南相馬市民文化会館 ゆめはっと 大ホール（福島県）         |
| 2020年 | 4月 | 20日 | 18:00    | 東京エレクトロンホール宮城（宮城県）                     |
| 2020年 | 4月 | 24日 | 18:00    | 五所川原市ふるさと交流圏民センターオルテンシア（青森県） |
| 2020年 | 4月 | 26日 | 16:00    | 函館市民会館 大ホール（北海道）                          |
| 2020年 | 4月 | 29日 | 16:00    | アイム・ユニバース てだこホール 大ホール（沖縄県）       |

## セットリスト
※セットリストは各公演によって流動的だったが、本項では自身の44thシングル『Re:LIVE』期間限定盤Bの特典DVDに収録された、愛媛公演（バンドバージョン）と高知公演（ダンスバージョン）の2種類を記述。

### バンドバージョン
- 愛媛公演（2020年1月11日／西予市宇和文化会館大ホール）

1. 歓喜の舞台
2. 今
3. EJ☆コースター
4. JAM LADY
5. Never Say Never
6. 三十路少年
7. キミへのキャロル
8. メタメタ / CHUU

＜MC＞
1. My Story
2. ふりむくわけにはいかないぜ
3. 愛に向かって
4. ズッコケ男道
5. 友よ

＜アンコール＞
1. 無限大

### ダンスバージョン
- 高知公演（2020年1月12日／須崎市立市民文化会館）

1. 歓喜の舞台
2. 今
3. EJ☆コースター

＜MC①＞
1. 一秒 KISS
2. 浮世踊リビト
3. キング オブ 男!
4. DO NA I
5. WASABI
6. myself

＜MC②＞
1. My Story
2. Faaaaall In Love
3. キミへのキャロル
4. ナントカナルサ
5. 夢列車
6. 友よ

＜アンコール＞
1. 無限大

## CHUU
CHUU（チュー）は、アメリカのロックバンド・KISSを模した、関ジャニ∞による5人組ヘヴィメタルバンド。

### 概要（CHUU）
メンバーの横山裕プロデュースによる本ツアーの新企画として本ツアー内で初公開された。
強烈なビジュアルとワイルドなシャウトを武器に、環境問題に立ち向かうべく結成された。
地球の環境問題を憂い、地球にやってきた。何でも「チュウ」がつく言葉に反応してしまう。

### メンバー構成
※表記は名乗り順。
ハートシンルド（村上信五）
担当楽器：メインボーカル
キングショーマン（安田章大）
担当楽器：ギター
ユウモン（横山裕）
担当楽器：トランペット
タッチョマン（大倉忠義）
担当楽器：ドラムス
ゴッドマルセカンド（丸山隆平）
担当楽器：ベース

### オリジナル曲
メタメタ
作詞・作曲・編曲：大西省吾

## 連動企画

### 関ジャニ∞TV
自身のファンクラブ会員限定動画コンテンツ。メンバーから届いたスペシャル動画がアップされる。

### 47diary
関ジャニ∞のぬいぐるみである「GR8EST BOY」による、「関ジャニ∞47都道府県ツアー UPDATE 旅行記」として、全国を旅するGR8EST BOYたちをリアルタイムに公開された。
メンバーが全国のご当地ベストBOY写真を選出するファン参加型企画「全国GR8EST BOYコンテスト」を開催。前述の『関ジャニ∞TV』と連動し、各都道府県のご当地ベストBOY写真をメンバーが選出する動画が公開されていた。
本ツアーの3月の中止後も定期的に更新されていたが、2020年8月28日の全公演の中止発表を受け、本企画の更新も中止された。

### 47TOUR MC Report
有料公式モバイルサイト『Johnny's web』にて、本ツアー各公演のMCレポートを公開されていた。

## グッズ
- 出典[30]を参照。
- 開催当初は下記のグッズを2020年2月14日の徳島公演まで「第一弾」として発売し、同年3月11日の島根公演以降で『BOYホルダー』と『ご当地deエイト』以外の商品を一新し、「第二弾」及び「新規商品」として新たな商品を発売予定であった[30]が、後に新型コロナウイルスの影響で島根公演以降の全公演が中止になった[1]。

| グッズタイトル                    | 詳細             | 価格    |
| --------------------------------- | ---------------- | ------- |
| Faaaaall In Loveうちわ（集合1種） | うちわ           | 600円   |
| My Hoodie                         | パーカー         | 4,800円 |
| 友のタオル                        | マフラータオル   | 1,800円 |
| BOYホルダー（個人5種）            | 銀テープケース   | 各800円 |
| ご当地deエイト（地域限定・全6種） | アクリルスタンド | 2,500円 |

※『ご当地deエイト』の対象地域は以下の通り。
- 北海道・東北地方Ver.
  - 北海道・青森県・岩手県・宮城県・秋田県・山形県・福島県
- 関東地方Ver.
  - 茨城県・栃木県・群馬県・埼玉県・千葉県・東京都・神奈川県
- 中部地方Ver.
  - 新潟県・富山県・石川県・福井県・山梨県・長野県・岐阜県・静岡県・愛知県
- 近畿地方Ver.
  - 三重県・滋賀県・京都府・大阪府・兵庫県・奈良県・和歌山県
- 中国・四国地方Ver.
  - 鳥取県・島根県・岡山県・広島県・山口県・徳島県・香川県・愛媛県・高知県
- 九州・沖縄地方Ver.
  - 福岡県・佐賀県・長崎県・熊本県・大分県・宮崎県・鹿児島県・沖縄県